# Corien Jonker
Cornelia Willemien Anke (Corien) Jonker (Maarheeze, 20 februari 1966) is een Nederlands oud-politicus. Ze maakte sinds 1 maart 2007 namens het Christen-Democratisch Appèl deel uit van de Tweede Kamer der Staten-Generaal. Eerder was ze al in 2002 en van 2004 tot 2006 lid van het parlement.
Jonker studeerde van 1989 tot 1993 logopedie aan de HBO in Heerlen. Ze was onder meer werkzaam als logopediste en als unitmanager bij de Immigratie- en Naturalisatiedienst. Ze is sinds 1984 lid van het CDA en was gemeenteraadslid in haar woonplaats Maarheeze en lid van de Provinciale Staten in Noord-Brabant. In 2002 kwam ze voor de eerste keer in de Tweede Kamer, als tussentijdse opvolger voor haar partijgenoot Gerd Leers die het parlement verliet om burgemeester van Maastricht te worden. Bij de Tweede Kamerverkiezingen van 2002, 2003 en 2006 stond ze op de kandidatenlijst, maar werd ze niet direct gekozen. In 2004 en 2007 kwam ze echter tussentijds alsnog in de Kamer.
In de Tweede Kamer hield Jonker zich onder meer bezig met buitenlandse zaken, economische zaken en Europese zaken.

## Persoonlijk
Jonker is ongehuwd en was woonachtig te Eindhoven. Ze is verhuisd naar Johannesburg. Ze is rooms-katholiek.